# ホッキング郡 (オハイオ州)
ホッキング郡（英: Hocking County）は、アメリカ合衆国オハイオ州の中央部に位置する郡である。2010年国勢調査での人口は29,380人であり、2000年の28,241人から4.0%増加した。郡庁所在地はローガン市（人口7,152人）であり、同郡で人口最大の都市でもある。
ホッキング郡の郡名はホッキング川から採られており、その語源については諸説あるが、レナペ族インディアンの言葉で「瓶の川」という意味であると言われている。

## 地理
アメリカ合衆国国勢調査局に拠れば、郡域全面積は423.63平方マイル (1,097.2 km2)であり、このうち陸地421.32平方マイル (1,091.2 km2)、水域は2.30平方マイル (6.0 km2)で水域率は0.54%である。

### 水路
郡内の主要河川はホッキング川であり、フェアフィールド郡を水源とし、郡内をほぼ北北西から東南東に流れてアセンズ郡に入っていく。この川が郡領域の半分ほどを排水している。その南西側はソルト・クリークがあり、ビントン郡に流れ込んでいる。南東の小部分はラクーン・クリークに排水され、これもビントン郡に流れる。郡の東端はマンデイ・クリークの流域に入っている。北部の小部分はラッシュ・クリークが排水している。

### 隣接する郡
- ペリー郡 - 北東
- アセンズ郡 - 南東
- ビントン郡 - 南
- ロス郡 - 南西
- ピッカウェイ郡 - 西
- フェアフィールド郡 - 北西

### 国立保護地域
- ウェイン国立の森（部分）

## 人口動態
以下は2000年国勢調査による人口統計データである。
| 基礎データ - 人口: 28,241人 - 世帯数: 10,843 世帯 - 家族数: 7,828 家族 - 人口密度: 26人/km2（67人/mi2） - 住居数: 12,141軒 - 住居密度: 11軒/km2（29軒/mi2） 人種別人口構成 - 白人: 97.54% - アフリカン・アメリカン: 0.92% - ネイティブ・アメリカン: 0.29% - アジア人: 0.08% - その他の人種: 0.08% - 混血: 1.09% - ヒスパニック・ラテン系: 0.44% 年齢別人口構成 - 18歳未満: 25.5% - 18-24歳: 8.1% - 25-44歳: 28.3% - 45-64歳: 25.0% - 65歳以上: 13.1% - 年齢の中央値: 38歳 - 性比（女性100人あたり男性の人口） - 総人口: 99.3 - 18歳以上: 97.9 | 世帯と家族（対世帯数） - 18歳未満の子供がいる: 33.5% - 結婚・同居している夫婦: 58.3% - 未婚・離婚・死別女性が世帯主: 9.5% - 非家族世帯: 27.8% - 単身世帯: 23.7% - 65歳以上の老人1人暮らし: 10.0% - 平均構成人数 - 世帯: 2.54人 - 家族: 2.98人 収入と家計 - 収入の中央値 - 世帯: 34,261米ドル - 家族: 40,888米ドル - 性別 - 男性: 31,951米ドル - 女性: 24,123米ドル - 人口1人あたり収入: 16,095米ドル - 貧困線以下 - 対人口: 13.5% - 対家族数: 10.3% - 18歳未満: 15.8% - 65歳以上: 14.5% |

## 郡区

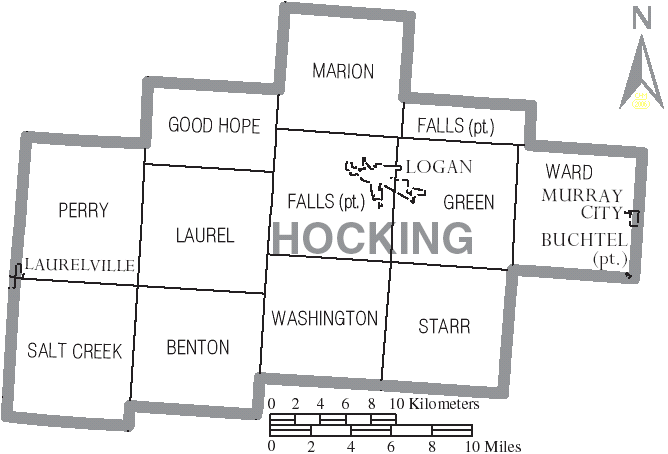
ホッキング郡図

ホッキング郡は下記11の郡区に分割されている。
| - ベントン - フォールズ - グッドホープ - グリーン - ローレル - マリオン | - ペリー - ソルトクリーク - スター - ウォード - ワシントン |

### 都市
- ローガン - 郡庁所在地

### 村
- バクテル
- ローレルビル
- マレーシティ

### 未編入の町
| - カーボンヒル - ヘイデンビル - ハイドアウェイヒルズ | - ロックブリッジ - サウスブルーミンビル - ユニオンファーネス |